# Smash Hit
《Smash Hit》是一款由瑞典獨立遊戲工作室Mediocre開發的第一人稱清版射擊遊戲，並且在iOS和Android智慧型手機上發佈。

## 簡介
《Smash Hit》是一款抽象的軌道射擊遊戲，玩家以固定的速度向前移動，遊戲中的動態音樂會隨著玩家的前進而變化。玩家須射出金屬球作為彈藥來摧毀玻璃障礙物，如果彈藥耗盡，遊戲就會結束。任何與障礙物的碰撞都會導致大量彈藥的損失，即十顆球。障礙物既可以用球直接摧毀，也可以透過射擊按鈕來移開，玩家可以獲得強化道具並在一定時間內使用它們，且不同的強化道具時會產生不同的特殊效果，例如給玩家提供無限的球、使他們所有的球有爆炸的能力，或者使時間變慢。
生存和有效摧毀障礙物是一種關鍵的Combo技，玩家可以摧毀特殊的水晶，以獲得一定數量的彈藥，摧毀一連串的水晶會增加玩家的射出金屬球的數量，最多能夠射出五顆球，儘管每次射出多顆球，仍然只消耗他們彈藥儲備中的一顆球，少擊中水晶或受到傷害會結束多球機制，並將玩家射金屬球的量重置為一顆球。成功完成主關卡後（由於存檔點需要購買完整版，所以免費完成主關卡是非常困難的）將解鎖無盡模式。在該模式下，關卡和背景音樂會無限重複，直到玩家的球用完，挑戰他們盡可能長時間的生存。每通過0.1%的存檔點，分數就會加1分，而完成一個存檔點，玩家就會獲得1,000分。遊戲在150個關卡/檢查點後重複進行，這要花極其漫長的時間來玩。
Mediocre還為三星Gear VR發布了名為Smash Hit VR的遊戲版本。

## 評價
《Smash Hit》收到的評價大多是正面的。常識媒體給該遊戲打了5分（滿分5分）稱讚它是「一種療癒的體驗」，並且「非常吸引人們注意」。

## 外部連結
- 官方网站